# Isao Taki

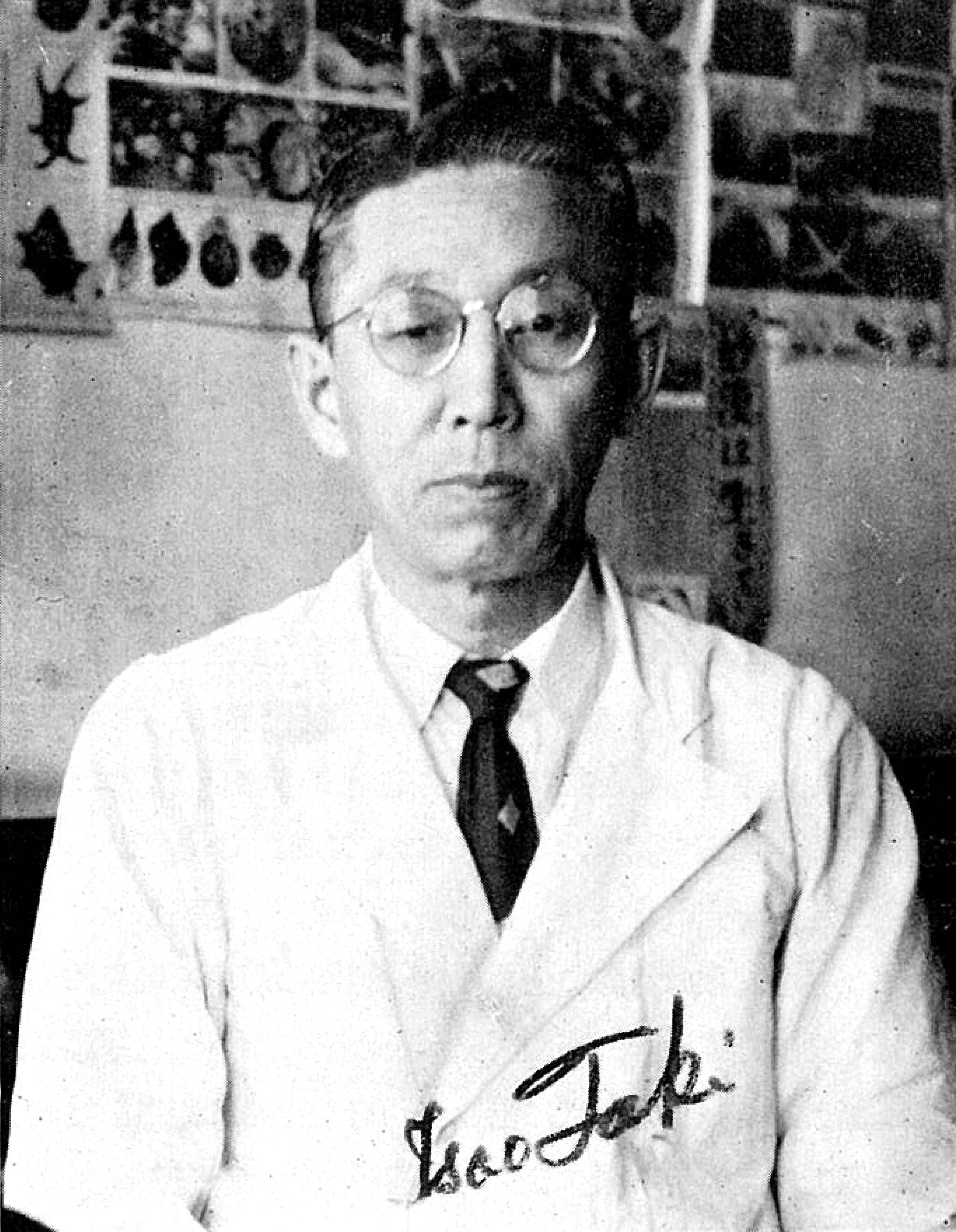
Isao Taki

Isao Taki (Japans: 瀧庸, Taki Isao) (Matsuyama, 6 december 1898 - Toshima, 18 mei 1961) was een Japans malacoloog.
Verschillende soorten werden naar hem vernoemd:
- Siphonodentalium isaotakii T. Habe, 1953,
- Buccinum isaotakii (Kira, 1959),
- Neocancilla takiisaoi (Kuroda, 1959).